# Tony Skyrme
Tony Hilton Roy Skyrme  (* 5. Dezember 1922 in Lewisham, Kent; † 25. Juni 1987) war ein britischer theoretischer Physiker, der sich mit Kernphysik beschäftigte.

## Leben und Wirken
Skyrme besuchte Eton College ab 1936 und ging 1940 mit einem Stipendium ans Trinity College in Cambridge. Nach dem Abschluss 1943 arbeitete er bei Rudolf Peierls im britischen Atombombenprojekt Tube Alloys, wo er vor allem den Experimentatoren etwa mit geometrischen Korrekturen für Messapparate unter die Arme griff, die Gasdiffusion bei der Uran-Anreicherung untersuchte und eine analytische Formel für die Zustandsgleichung von Luft in den Druck- und Temperaturbereichen nach einer Atombombenexplosion entwickelte. Er war auch Mitglied der britischen Mission in Los Alamos 1944, wo er an den Berechnungen des Implosionsprozesses der Plutoniumbombe beteiligt war. 1946 promovierte er mit Ergebnissen daraus in Cambridge bei Peierls (Hydrodynamical theory and the reaction zone in high explosives) und war danach Mitglied der Theoriegruppe von Peierls in Birmingham. 1949 war er bei Victor Weisskopf am Massachusetts Institute of Technology (MIT) und danach 1949/50 am Institute for Advanced Study. 1950 bis 1961 war er am Kernforschungszentrum Atomic Energy Research Establishment in Harwell. Ab 1954 war er dort Leiter der Gruppe für theoretische Kernphysik, wo unter anderem auch John Bell arbeitete (sowie der Leiter der theoretischen Abteilung Brian Flowers, J. P. Elliott, Franz Mandl, A. M. Lane, Walter Marshall). 1962 bis 1964 war er an der Universität Malaya in Kuala Lumpur, nachdem er Malaysia auf einer Weltreise besucht hatte. Ab 1964 war er Nachfolger von Peierls als Professor für theoretische Physik in Birmingham.
Skyrme fand eine z. B. in Hartree-Fock-Näherungen oder Schalenmodellrechnungen viel benutzte Parametrisierung der effektiven Kern-Wechselwirkung (Skyrme Potential) und entwickelte ein topologisches Solitonen-Modell der Nukleonen, das von Bosonenfeldern (einem nichtlinearen klassischen Feld, das den Austausch-Mesonen der Kernwechselwirkung entspricht) ausgeht um Fermionen (Nukleonen) als dessen Solitonen (Skyrmionen) zu modellieren. Es wurde besonders Anfang der 1980er Jahre mit den Arbeiten von Edward Witten und Bag-Modellen populär. Im Rahmen des Schalenmodells zeigte er die Möglichkeit, andere Beschreibungsmodelle des Kerns abzuleiten (ein Alpha-Teilchen Modell mit J. Perring), und zeigte die Elimination von „spurious states“ (unphysikalischen Zuständen) im Schalenmodell mit Elliott. Er untersuchte auch die Muonen-induzierte-Kernfusion, wandte die Brueckner-Theorie der Kernmaterie auf die Ableitung Spin-Orbit-Wechselwirkung im Schalenmodell an und untersuchte kollektive Kernmodelle. Skyrme war zurückhaltend in der Publikation seiner Arbeiten, viele wichtige Arbeiten (wie die zum quantenmechanischen Dreikörperproblem in der Kernstreuung) blieben unveröffentlicht.
1949 heiratete er die experimentelle Kernphysikerin Dorothy Millest.
1985 erhielt er die Hughes Medal der Royal Society.

## Schriften
- Collected works of T. Skyrme with commentary, World Scientific 1994 (Kommentar Gerry Brown), mit Beschreibung seiner Arbeit durch Richard Dalitz.